# Petr Málek
Petr Málek (n. 26 noiembrie 1961, Moravský Krumlov⁠(d), Moravia de Sud, Cehia – d. 30 noiembrie 2019, Kuweit, Kuweit) a fost un trăgător de tir ce a reprezentat Cehia, medaliat olimpic. A participat la 2 ediții ale Jocurilor Olimpice (1988, 2000) în care a câștigat o medalie de argint.